# Trưng cầu ý dân về Bộ luật Gia đình Cuba 2022
Một cuộc trưng cầu ý dân về Bộ luật Gia đình sửa đổi được tổ chức tại Cuba vào ngày 25 tháng 9 năm 2022. Bộ luật Gia đình sửa đổi được phê chuẩn, tăng cường đáng kể bình đẳng giới, hợp pháp hóa hôn nhân cùng giới, cho phép LGBT nhận con nuôi, mang thai hộ vì lòng vị tha và bảo vệ một loạt các quyền phụ nữ, quyền trẻ em, quyền người già và quyền khuyết tật. Sau cuộc trưng cầu ý dân, Cuba được mô tả là có một trong những chính sách gia đình tiến bộ nhất ở Mỹ Latinh.

## Bối cảnh
Cho đến năm 2019, Điều 36 Hiến pháp Cuba (sửa đổi năm 1992) định nghĩa hôn nhân là "sự kết hợp tự nguyện giữa một người đàn ông và một người phụ nữ", không cho phép hôn nhân cùng giới.
Tháng 12 năm 2017, các nhóm LGBT phát động một chiến dịch vận động sửa đổi hiến pháp bãi bỏ quy định cấm hôn nhân cùng giới. Ngày 4 tháng 5 năm 2018, Mariela Castro cho biết bà sẽ đề xuất sửa đổi hiến pháp để hợp pháp hóa hôn nhân cùng giới vì việc sửa đổi hiến pháp dự kiến sẽ bắt đầu vào tháng 7 năm 2018. Ngày 21 tháng 7, Tổng Thư ký Hội đồng Nhà nước Homero Acosta Álvarez cho biết dự thảo hiến pháp bao gồm một điều khoản định nghĩa hôn nhân là "sự kết hợp giữa hai người". Dự thảo hiến pháp được Quốc hội Chính quyền Nhân dân thông qua vào ngày 22 tháng 7 và được đưa ra lấy ý kiến nhân dân từ ngày 13 tháng 8 đến ngày 15 tháng 11 năm 2018.
Vấn đề hôn nhân cùng giới gây tranh luận ở Cuba. Tháng 6 năm 2018, năm giáo phái Kitô giáo tuyên bố hôn nhân cùng giới "trái với tinh thần của cuộc cách mạng cộng sản". Cả phe phản đối và ủng hộ hôn nhân cùng giới đều dán hàng trăm áp phích khắp La Habana trong cái được gọi là "cuộc chiến áp phích". Tháng 9 năm 2018, Bí thư thứ nhất Đảng Cộng sản Cuba, Chủ tịch nước Cuba Miguel Díaz-Canel tuyên bố ủng hộ hôn nhân cùng giới. Trong cuộc phỏng vấn đầu tiên kể từ khi nhậm chức vào tháng 4, ông nói với Telesur rằng ông ủng hộ "hôn nhân không có bất kỳ hạn chế nào" và "xóa bỏ mọi hình thức phân biệt đối xử trong xã hội".
Tháng 12 năm 2018, dự thảo Hiến pháp được Quốc hội Chính quyền Nhân dân thông qua, định nghĩa hôn nhân là "thiết chế xã hội và pháp lý" mà không đề cập đến giới tính, tức là hiến pháp mới sẽ không chính thức hợp pháp hóa hôn nhân cùng giới nhưng sẽ bãi bỏ quy định cấm hôn nhân cùng giới. Áp lực từ các nhóm tôn giáo cực đoan và chủ nghĩa bảo thủ ăn sâu trong xã hội Cuba là những yếu tố khiến hôn nhân được định nghĩa một cách mơ hồ hơn thay vì "sự kết hợp giữa hai người". Mariela Castro cho biết hôn nhân cùng giới sẽ được hợp pháp hóa thông qua việc sửa đổi Bộ luật Gia đình.
Dự thảo hiến pháp được thông qua trong cuộc trưng cầu ý dân vào ngày 24 tháng 2 năm 2019, với 90,6% số phiếu ủng hộ và có hiệu lực vào ngày 10 tháng 4 năm 2019. Điều 82 Hiến pháp 2019 quy định:
Hôn nhân là một thiết chế xã hội và pháp lý, là một trong những hình thức tổ chức gia đình. Hôn nhân theo nguyên tắc tự nguyện và bình đẳng về quyền, nghĩa vụ, năng lực pháp lý của vợ chồng. Pháp luật quy định hình thức và hệ quả của hôn nhân.

## Chuẩn bị

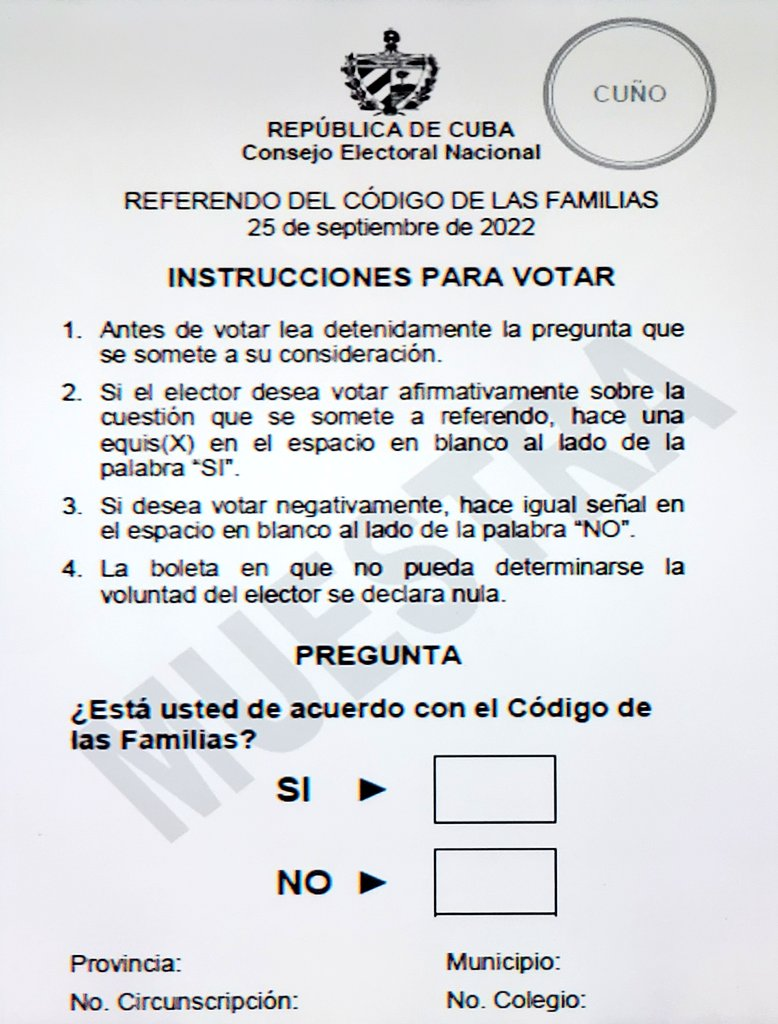
Mẫu phiếu trưng cầu ý dân

Ngày 15 tháng 9 năm 2021, chính phủ Cuba công bố dự thảo Bộ luật Gia đình, có quy định hợp pháp hóa hôn nhân cùng giới. Điều 61 dự thảo Bộ luật Gia đình quy định hôn nhân là "sự kết hợp tự nguyện giữa hai người". Điều 30 và 31 cho phép LGBT nhận con nuôi và công nhận việc sử dụng công nghệ hỗ trợ sinh sản. Các hiệp hội bảo vệ quyền LGBT nhiệt liệt đón nhận dự thảo nhưng tuyên bố sẽ theo dõi việc thông qua dự thảo. Ngày 30 tháng 12 năm 2021, một ủy ban đặc biệt được thành lập để tổ chức cuộc trưng cầu ý dân, do nhà ngoại giao Antonio Machín đứng đầu.
Dự thảo Bộ luật Gia đình được lấy ý kiến nhân dân từ ngày 15 tháng 2 năm 2022. Một số nhà hoạt động LGBT chỉ trích chính phủ phải trưng cầu ý dân về một quyền cơ bản của LGBT nhưng chính phủ phản bác rằng những thay đổi trong luật phải được thực hiện một cách dân chủ thay vì áp đặt. Cộng đồng LGBT của Cuba cũng bày tỏ sự thất vọng về tốc độ thay đổi chậm so với những nước Mỹ Latinh khác đang chứng kiến làn sóng hợp pháp hóa hôn nhân cùng giới.
Ngoài các vấn đề về LGBT, dự thảo Bộ luật Gia đình bổ sung nhiều biện pháp bảo vệ cho trẻ em và thanh thiếu niên, quy định cha mẹ có trách nhiệm chung trong việc giáo dục con cái, bảo đảm bình đẳng giới và nghiêm cấm hành vi loại trừ, bạo lực hoặc bỏ bê đối với trẻ chưa thành niên.
Ngày 6 tháng 6 năm 2022, dự thảo cuối cùng của Bộ luật Gia đình được công bố, với 48,73% các điều được sửa đổi, bổ sung.

## Thăm dò ý kiến
| Tổ chức thăm dò ý kiến                | Thời gian thăm dò ý kiến        | Cỡ mẫu         | Đồng ý     | Không đồng ý                    | Chưa quyết định | Khoảng cách |       |   |   |   |
| ------------------------------------- | ------------------------------- | -------------- | ---------- | ------------------------------- | --------------- | ----------- | ----- | - | - | - |
| Tổ chức thăm dò ý kiến                | Thời gian thăm dò ý kiến        | Cỡ mẫu         | Granma/PCC | 1 tháng 2 – 30 tháng 4 năm 2022 | 434.860         | Khoảng cách | 61,96 | – | – | – |
| Granma/PCC                            | 1 tháng 2 – 20 tháng 3 năm 2022 | Khoảng 225.000 | 54         | –                               | –               | –           |       |   |   |   |
| Dự thảo Bộ luật Gia đình được công bố |                                 |                |            |                                 |                 |             |       |   |   |   |
| Apretaste                             | Tháng 7 năm 2019                | 390            | 63,1       | 36,9                            | –               | 26.2        |       |   |   |   |

## Kết quả
| Lựa chọn                     | Lựa chọn                     | Phiếu bầu | %      |
| ---------------------------- | ---------------------------- | --------- | ------ |
| Đồng ý                       | Đồng ý                       | 3.950.288 | 66.85  |
| Không đồng ý                 | Không đồng ý                 | 1.959.097 | 33.15  |
| Tổng cộng                    | Tổng cộng                    | 5.909.385 | 100.00 |
|                              |                              |           |        |
| Phiếu bầu hợp lệ             | Phiếu bầu hợp lệ             | 5.909.385 | 94.26  |
| Phiếu bầu không hợp lệ/trống | Phiếu bầu không hợp lệ/trống | 360.042   | 5.74   |
| Tổng cộng phiếu bầu          | Tổng cộng phiếu bầu          | 6.269.427 | 100.00 |
| Cử tri phiếu bầu đã đăng ký  | Cử tri phiếu bầu đã đăng ký  | 8.457.978 | 74.12  |
| Nguồn: CEN, CEN              |                              |           |        |

### Theo tỉnh
| Tỉnh                      | Đồng ý    | Đồng ý | Không đồng ý | Không đồng ý |
| Tỉnh                      | Phiếu bầu | %      | Phiếu bầu    | %            |
| ------------------------- | --------- | ------ | ------------ | ------------ |
| Pinar del Río             | 231,349   | 70.60  | 96,355       | 29.40        |
| Artemisa                  | 181,015   | 69.36  | 79,948       | 30.64        |
| La Habana                 | 709,920   | 69.99  | 304,372      | 30.01        |
| Mayabeque                 | 116,638   | 62.18  | 70,933       | 37.82        |
| Matanzas                  | 255,315   | 70.05  | 109,182      | 29.95        |
| Villa Clara               | 280,610   | 66.53  | 141,162      | 33.47        |
| Cienfuegos                | 152,833   | 72.15  | 58,986       | 27.85        |
| Sancti Spíritus           | 184,078   | 68.54  | 84,478       | 31.46        |
| Ciego de Ávila            | 176,449   | 71.60  | 69,974       | 28.40        |
| Camagüey                  | 271,382   | 66.03  | 139,611      | 33.97        |
| Las Tunas                 | 180,937   | 64.15  | 101,104      | 35.85        |
| Holguín                   | 289,271   | 53.58  | 250,580      | 46.42        |
| Granma                    | 323,070   | 70.07  | 137,999      | 29.93        |
| Santiago de Cuba          | 392,099   | 68.66  | 178,963      | 31.34        |
| Guantánamo                | 152,418   | 56.21  | 118,720      | 43.79        |
| Isla de la Juventud       | 32,401    | 71.29  | 13,047       | 28.71        |
| Cử tri ở nước ngoài       | 20,503    | 84.77  | 3,683        | 15.23        |
| Phiếu bầu hợp lệ          | 3,950,288 | 66.85  | 1,959,097    | 33.15        |
| Nguồn: Elecciones en Cuba |           |        |              |              |